# Rochinia confusa
Rochinia confusa is een krabbensoort uit de familie van de Epialtidae. De wetenschappelijke naam van de soort is voor het eerst geldig gepubliceerd in 1991 door Tavares.